# Dzjermoek
Dzjermoek (Armeens: Ջերմուկ, voorheen bekend als Safolar) is een kuuroord in de Armeense provincie Vajots Dzor, gelegen 53 km ten oosten van Yeghegnadzor, de provinciehoofdstad van Vajots Dzor. Het was een populaire bestemming tijdens het Sovjet-tijdperk en tot op de dag van vandaag is Dzjermoek nog steeds beroemd om zijn warmwaterbronnen en het merk van mineraalwater dat wordt gebotteld in de omgeving. In de stad is er een enorme waterval, een natuurlijke brug, een meer en bossen met wandelpaden. Dzjermoek wordt momenteel herontwikkeld tot een moderne toeristische bestemming. Onder het Armeense volk staat Dzjermoek bekend om haar frisse lucht.

Abovjan · Agarak · Achtala · Alaverdi · Aparan · Ararat · Armavir · Artasjat · Artik · Artsvasjen · Asjtarak · Berd · Bjoeregavan · Dastakert · Darakert · Dilidzjan · Dzjermoek · Etsjmiadzin · Gavar · Goris · Gjoemri · Hrazdan · Idzjevan · Jechegnadzor · Jegvard · Kadzjaran · Kapan · Maralik · Martoeni · Masis · Megri · Metsamor · Nojemberjan · Nor Hatsjen · Odzoen · Sevan · Sisian · Sjamloeg · Spitak · Stepanavan · Talin · Tasjir · Toemanjan · Tsachkadzor · Tsjambarak · Tsjarentsavan · Vajk · Vanadzor · Vardenis · Vedi · Jerevan